# Plurales en inglés
En inglés, como en español, los sustantivos sufren inflexión según el número gramatical. Esto significa que, si son sustantivos contables, generalmente tienen diferentes formas para el singular y el plural. Los sustantivos en inglés forman el plural de distintas maneras.

## Plurales irregulares

### Plurales apofónicos
El plural de algunos pocos sustantivos se forma por apofonía, cambiando el sonido vocálico del singular:
- One tooth (= Un diente) → Two teeth (= Dos dientes)
- foot → feet
- goose → geese
- man → men
- woman → women /ˈwɪmᵻn/
- mouse → mice
- louse → lice

Este grupo está formado por sustantivos que en inglés antiguo pertenecían a la declinación consonante.